# Kachikau
Kachikau est une ville du Botswana.